# Barienrode
Barienrode ist ein Ortsteil der Gemeinde Diekholzen in Niedersachsen. Der Ort liegt 2 km nordöstlich von Diekholzen.

## Geschichte
Barienrode wird bereits 1140 erstmals urkundlich erwähnt. Bei Urkunden, die auf das Jahr 1022 datieren, handelt es sich um Fälschungen aus dem 12. Jahrhundert. Im Ort lebte während des Hochmittelalters im 12. bis 14. Jahrhundert das Rittergeschlecht zu Barienrode. Das Wappen zeigt zwei quer jeweils nach außen zeigende silberne Fische auf blauem Grund. 
Im Jahr 1939 hatte Barienrode 129 Einwohner, doch durch den Zuzug von Vertriebenen und Flüchtlingen stieg die Einwohnerzahl nach dem Zweiten Weltkrieg rasch an. Um 1970 betrug die Einwohnerzahl ca. 1000. Familien mit jungen Kindern zogen über die Jahre nach Barienrode, deshalb musste die örtliche Grundschule mehrfach erweitert werden. In den Jahren 2006 bis 2010 wurde Barienrode um die zwei Straßen „Klagesberg“ und „Ehrenfeld“ erweitert. 
Der Ort wurde am 1. März 1974 in die Gemeinde Diekholzen eingemeindet.
Aufgrund des Zuwachses protestantischer Christen wurde im Jahr 1979 die evangelisch-lutherische Titusgemeinde Barienrode gegründet. 1997 betrug die Einwohnerzahl 1812.

## Politik
Statt von einem Ortsrat wird Barienrode auf kommunaler Ebene von einer Ortsvorsteherin vertreten. Stand 2022 ist Maria Kirchner in dieser Funktion.

## Sehenswürdigkeiten

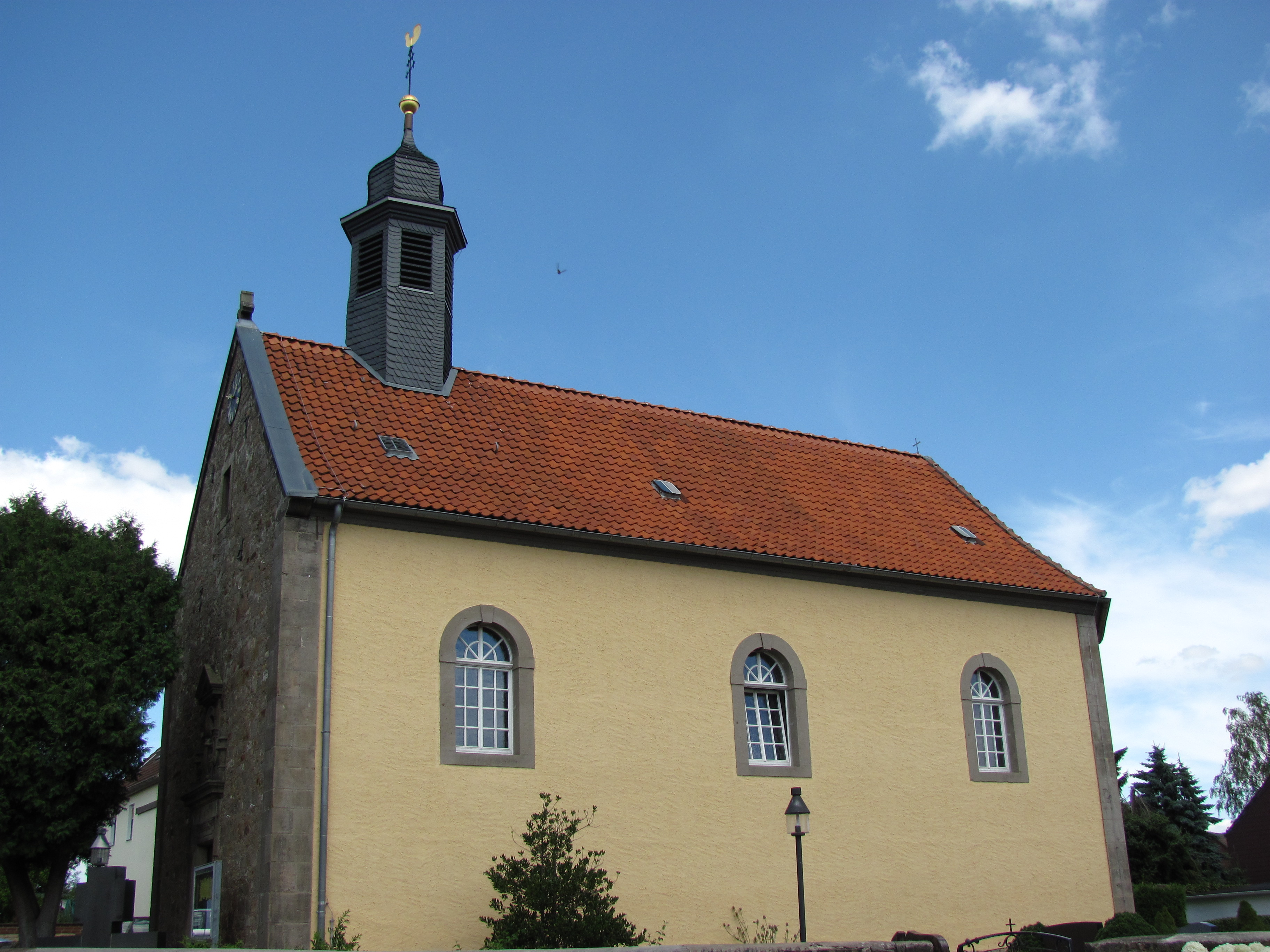
St.-Nikolaus-Kirche

In Barienrode wurde 1734 die katholische St.-Nikolaus-Kirche im Stil des Barock mit einem verschieferten Dachreiter erbaut, deren Vorgängerbau bereits 1406 als „Nikolauskapelle“ erstmals erwähnt wurde. Über dem barocken Portal der Kirche stellt eine Statue von 1734 den Hl. Nikolaus als Bischof dar. In der Kirche sind ein Barockaltar aus der Zeit um 1690 mit einem um 1510 gemalten Tafelbild bemerkenswert, während die Kanzel aus der Zeit um 1650 sich ursprünglich im Dom zu Hildesheim befand.
Außerdem ist am nördlichen Ortsrand von Barienrode an der Straße nach Hildesheim-Ochtersum ein Flurkreuz von 1860 beachtenswert. Die auf der Rückseite eingemeißelten Namen eines Ehepaares beziehen sich möglicherweise auf die Spender, die die Errichtung des Kreuzes möglich gemacht haben. Ein weiteres, ebenfalls schlicht gehaltenes Flurkreuz erhebt sich an der Ecke Hopfengarten/Heinrich-Heine-Straße am südlichen Ortsausgang, in seinen Sockel ist die Jahreszahl 1891 eingemeißelt.

## Persönlichkeiten
- Heinrich Leupke (1871–1952), katholischer Theologe, Propst, Dechant und Gegner nationalsozialistischer Kirchenpolitik